# Quantum praedecessores
Quantum praedecessores

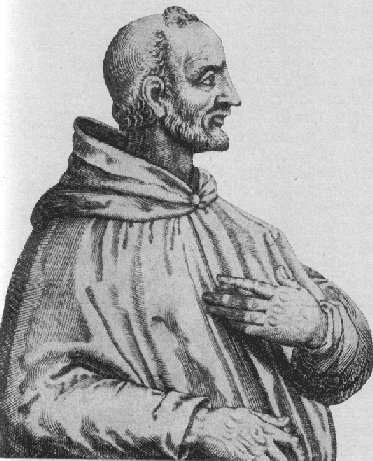
Paus Eugenius III

 was een pauselijke bul, uitgevaardigd door paus Eugenius III op 1 december 1145 (en opnieuw uitgevaardigd op 1 maart 1146), waarin opgeroepen werd voor een Tweede Kruistocht.
De bul volgde op de val van Edessa op 26 december 1144 en was gericht aan koning Lodewijk VII van Frankrijk. In de bul noemde de paus de gebeurtenissen die hadden plaatsgevonden in Edessa, waarbij de aartsbisschop en andere geestelijken (samen met de daar aanwezige christenen) waren omgebracht of onder de voet gelopen en relieken ontheiligd waren, gebeurtenissen die een nieuwe kruistocht rechtvaardigden.
Deelnemers aan de kruistocht (inclusief hun familieleden) konden rekenen op de bescherming van de pauselijke staat op het gebied van onder andere:
- Bezittingen: bij aanwezigheid van de deelnemers zouden de geestelijken toezien op bescherming en het handhaven van het bezit
- Schulden: Geen rente was verschuldigd over de periode voorafgaand aan de kruistocht

Verder werd aan allen die deelnamen en zouden terugkeren –levend of overleden- absolutie gegeven worden voor al hun zonden.
Tevens verzocht de paus in deze bul om deelnemers op te roepen zich niet te laten verleiden door persoonlijk gewin en persoonlijke uitstraling, maar zich volledig te richten op het doel van de onderneming: de bevrijding van Edessa en verdrijving van de in zijn ogen ongelovigen.
Lodewijk VII had overigens al de intentie om zelf op te trekken naar het oosten voordat de pauselijke bul was uitgevaardigd.
De paus zou zelf niet met legers actief deelnemen aan de kruistocht, dit in tegenstelling tot de eerste kruistocht; het waren de Franse en Duitse legers (onder aanvoering van Lodewijk VII en Koenraad III), die optrokken naar het Heilige Land en daar in 1148 arriveerden. De kruistocht zou uiteindelijk op niets uitlopen.